# Zoïsite
Pour les articles homonymes, voir Zoisite.
La zoïsite est une espèce minérale du groupe des silicates sous-groupe des sorosilicates de formule Ca2(Al.OH)Al2(SiO4)3 avec des traces de  Fe;Mn;Mg;Cr;Ti;Ca;Na;V;Sr;H2O. Elle peut donner des cristaux striés jusqu'à 10 cm . Dimorphe de la clinozoïsite, elle était considérée comme faisant partie du groupe de l'épidote avant l'établissement de la nouvelle nomenclature de ce dernier en 2009.

## Inventeur et étymologie
Décrite par Abraham Gottlob Werner en 1805. Nommée en hommage au naturaliste et minéralogiste autrichien Sigmund Zois, Baron von Edelstein (1747–1819), de Ljubljana, en Carniole, qui est le découvreur.

## Cristallographie
- Paramètres de la maille conventionnelle : a = 16,24 Å, b = 5,58 Å, c = 10,1 Å, Z = 4; V = 915,25 Å3
- Densité calculée = 3,30

## Topotype
Prickler Halt, Mts Saualpe, Carinthie, Autriche.

## Synonymie
- illudérite[3]
- orthozoïsite
- unionite (B. Silliman Junior)  Le mot vient d'Unionville Pennsylvanie où les premiers échantillons ont été trouvés[4].
- saoualpite : mot qui s'inspire du gisement topotype.
- zoisite terme retenu par l'IMA.
- zoïzite [5]

- le terme zoisite (Karsten)  a un temps désigné  l'épidote [6].

## Variétés
- zoïsite chromifère (anglais chrome zoisite) : variété riche en chrome.
- pseudozoïsite (Walter Ehrenreich Tröger 1959) : (Variante orthographique française du terme initial : pseudozoisite) variété différant de l'espèce par ses propriétés optiques[7].
- tanzanite
- thulite (Heuland 1820) : variété de couleur rose contenant du manganèse. Découverte à Sauland, Telemark, Norvège en 1820 par Ekeberg et décrite par Heuland d'abord sous le nom de strömite puis sous le nom initialement choisi par Ekeberg[8]. Son nom vient de celui de l'île mythique de Thulé.
- anyolite : (du terme massaï qui veut dire vert[9]) souvent donnée comme une variété de zoïsite désigne une roche formée de zoïsite chromifère, tschermakite, et de rubis trouvée à Mundarara Mine, Longido, Mt Kilimanjaro, Tanzanie.

## Galerie

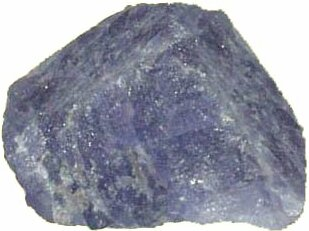
Tanzanite
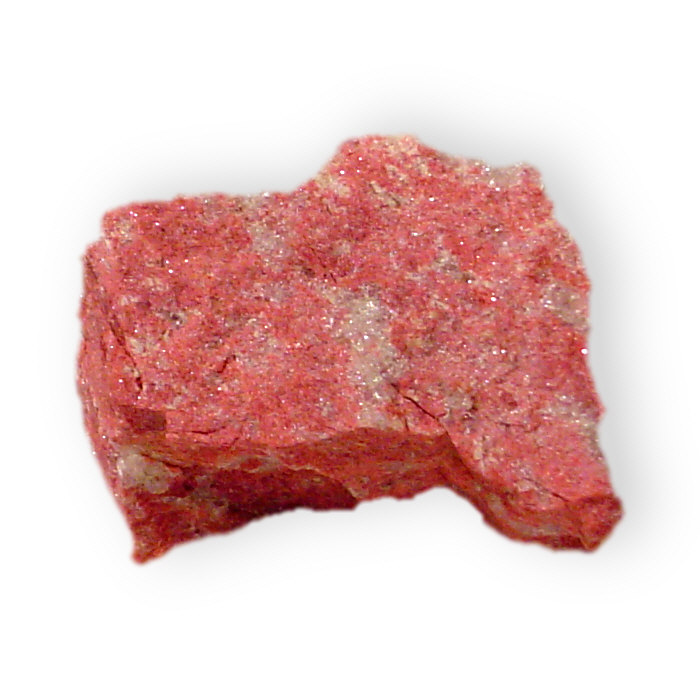
Thulite - Tvedestrand - Norvège

## Gîtologie
La zoïsite est une espèce minérale typique des degrés moyens de métamorphisme régional, et parfois de métamorphisme de contact.
Ce minéral provient de l'altération hydrothermale des plagioclases calciques, et se trouve mélangé avec de l'albite, de la séricite, de la calcite.

## Gisements remarquables
- Autriche

Prickler Halt, Speikkogel, Mts Saualpe, Carinthie. Topotype.
- Belgique

carrières du ruisseau La Wiltz, Mardasson, Bastogne, Province de Luxembourg.
- Canada

Rémigny armenite occurrence, Rémigny, MRC Témiscamingue, Abitibi-Témiscamingue, Québec  (Variété thulite) 
- France

Petches, Ax-les-Thermes, Ariège, Midi-Pyrénées 
- Norvège

Øvstebø, Kleppan, Sauland, Hjartdal, Telemark (Variété thulite) 
- Pakistan

Shigar, District de  Skardu, Baltistan Cette occurrence passe pour avoir donné les meilleurs spécimens de cette espèce.
- Tanzanie

C-Block Mine, Merelani Hills (Mererani), Lelatema Mts, Arusha  Cette mine passe pour avoir donné les meilleurs cristaux de la variété tanzanite; elle produit plus d'un million de carats par an
Mine Mundarara, Longido, Mt Kilimanjaro, Région du Kilimanjaro (pour l'anyolite)
- Kenya, près de Longido (Mundarara, Matabutu Hills...)
- Groenland
- Namibie